# Portofino
Portofino est une commune de la ville métropolitaine de Gênes dans la région de Ligurie en Italie.

## Géographie
Portofino est située à l'ouest du golfe de Tigullio au fond d'une crique au sud-est du promontoire de Portofino à 36 km de Gênes.
Portofino est à l'intérieur du parc naturel régional de Portofino avec six autres communes. L'abbaye San Fruttuoso de Capodimonte, sur le territoire de Camogli, se trouve à proximité.

## Histoire
Dans sa description de la côte de Ligurie, Pline l'Ancien mentionne Portus Delphini (« port du Dauphin ») entre Gênes et Tigullio.
Pendant le Moyen Âge, le port naturel de Portofino servait de refuge pour la marine marchande de la république de Gênes.
Le congrès de Vienne (1815) attribua le territoire communal (ainsi que la république de Gênes) au royaume de Sardaigne.
Portofino est rendu célèbre dans les années 1950 par la chanson Love in Portofino écrite par Leo Chiosso et composée par Fred Buscaglione, sortie le 12 mai 1958. Fred Buscaglione enregistre la chanson, qui est ensuite reprise par de nombreux interprètes comme Dalida (1959), Andrea Bocelli (2012), etc.

## Culture locale et patrimoine

### Lieux et monuments
Sur le promontoire de Portofino, on trouve les monuments suivants :
- le château Brown ;
- l'église Divo Martino de Portofino ;
- l'église San Giorgio de Portofino, qui conserve les reliques du saint ;
- Oratorio di Nostra Signora Assunta ;
- la villa Altachiara ;
- la villa Beatrice.

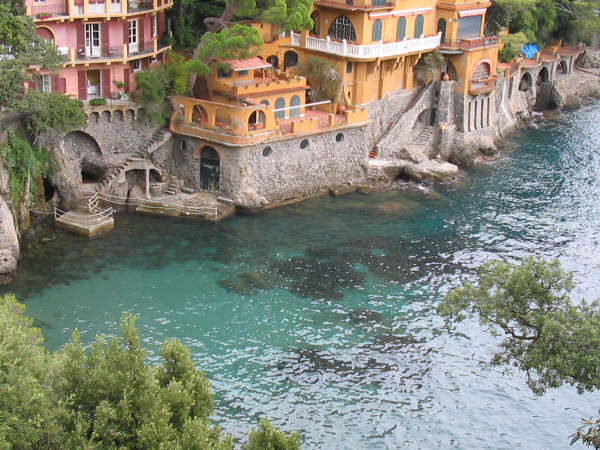
Le Rocher.
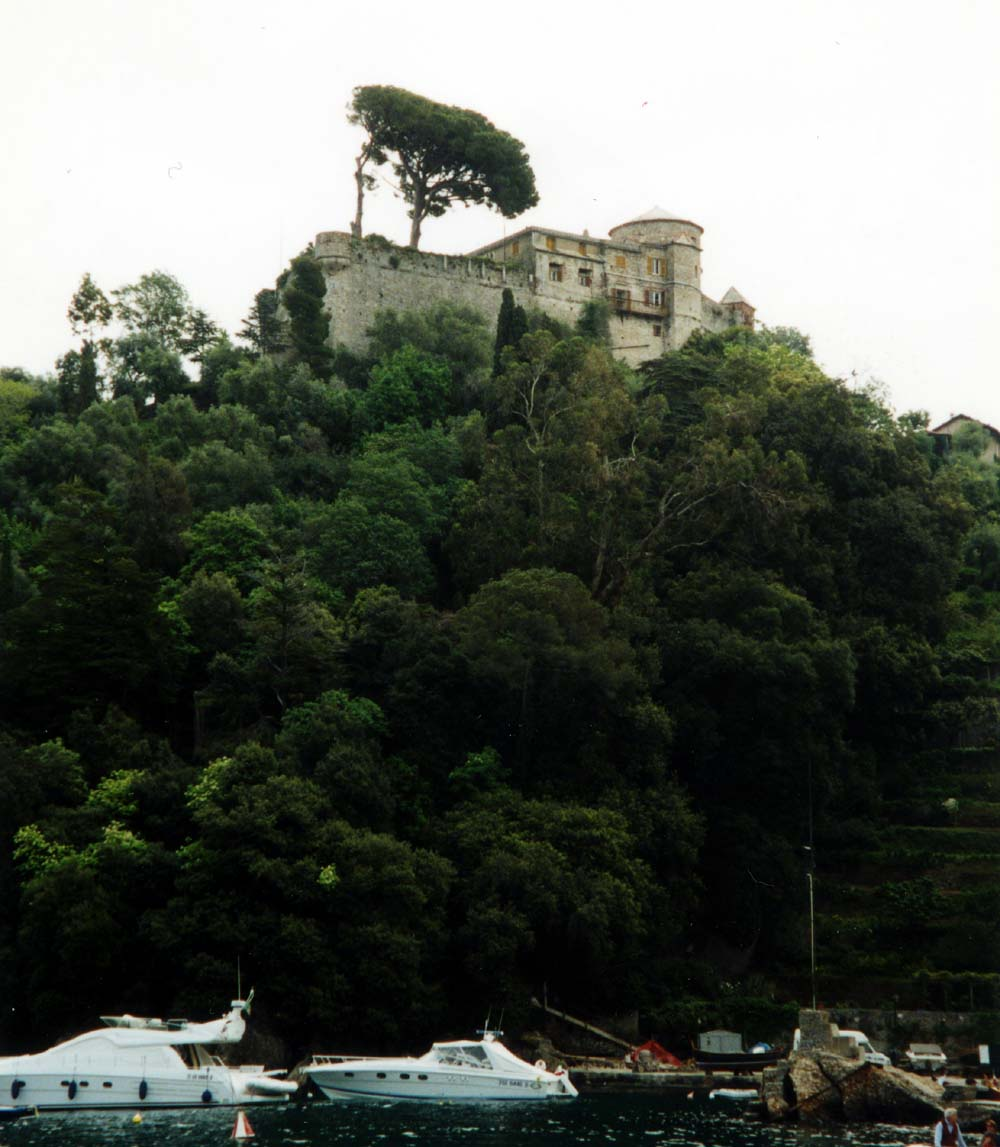
Le château Brown.
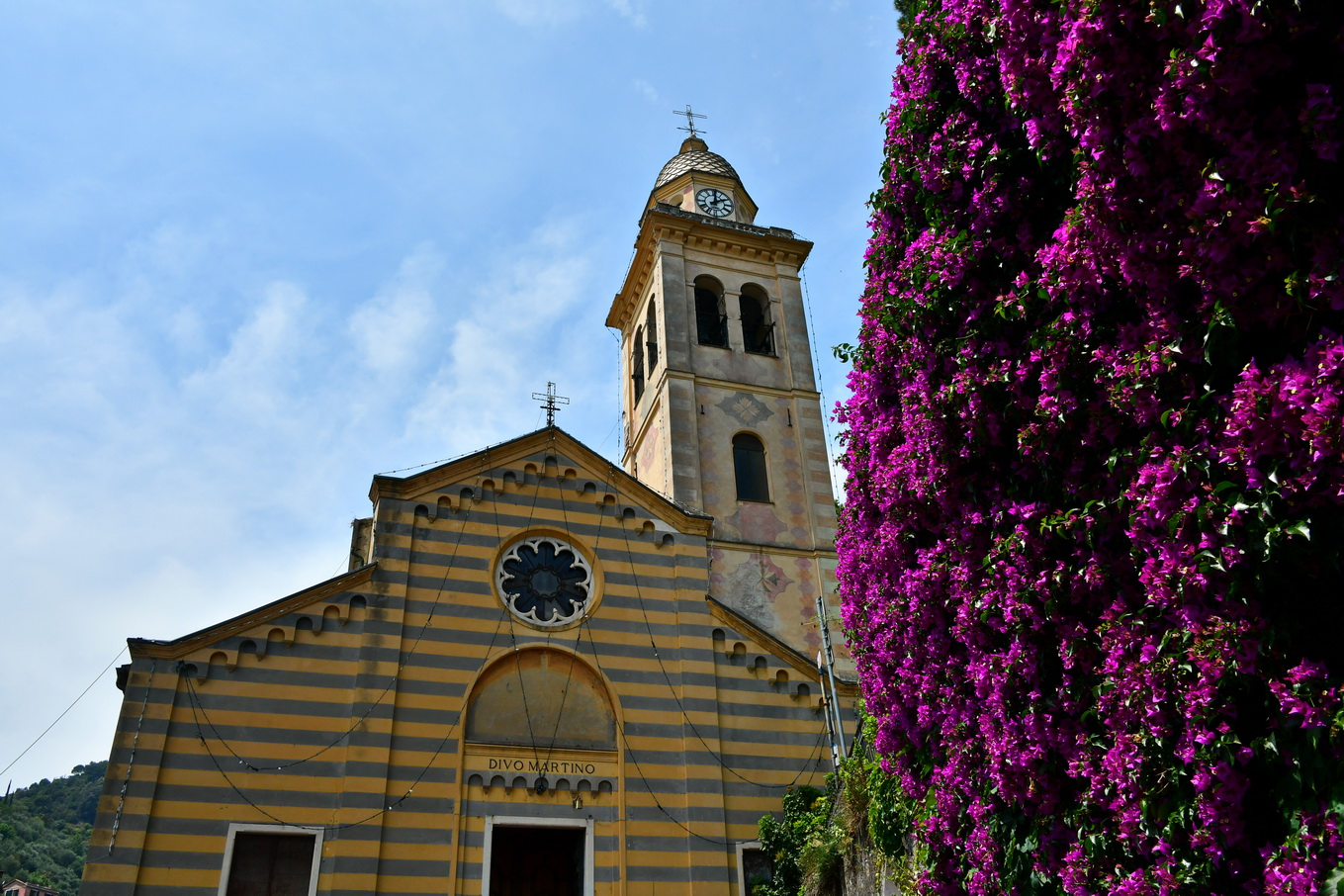
L'église Divo Martino de Portofino.
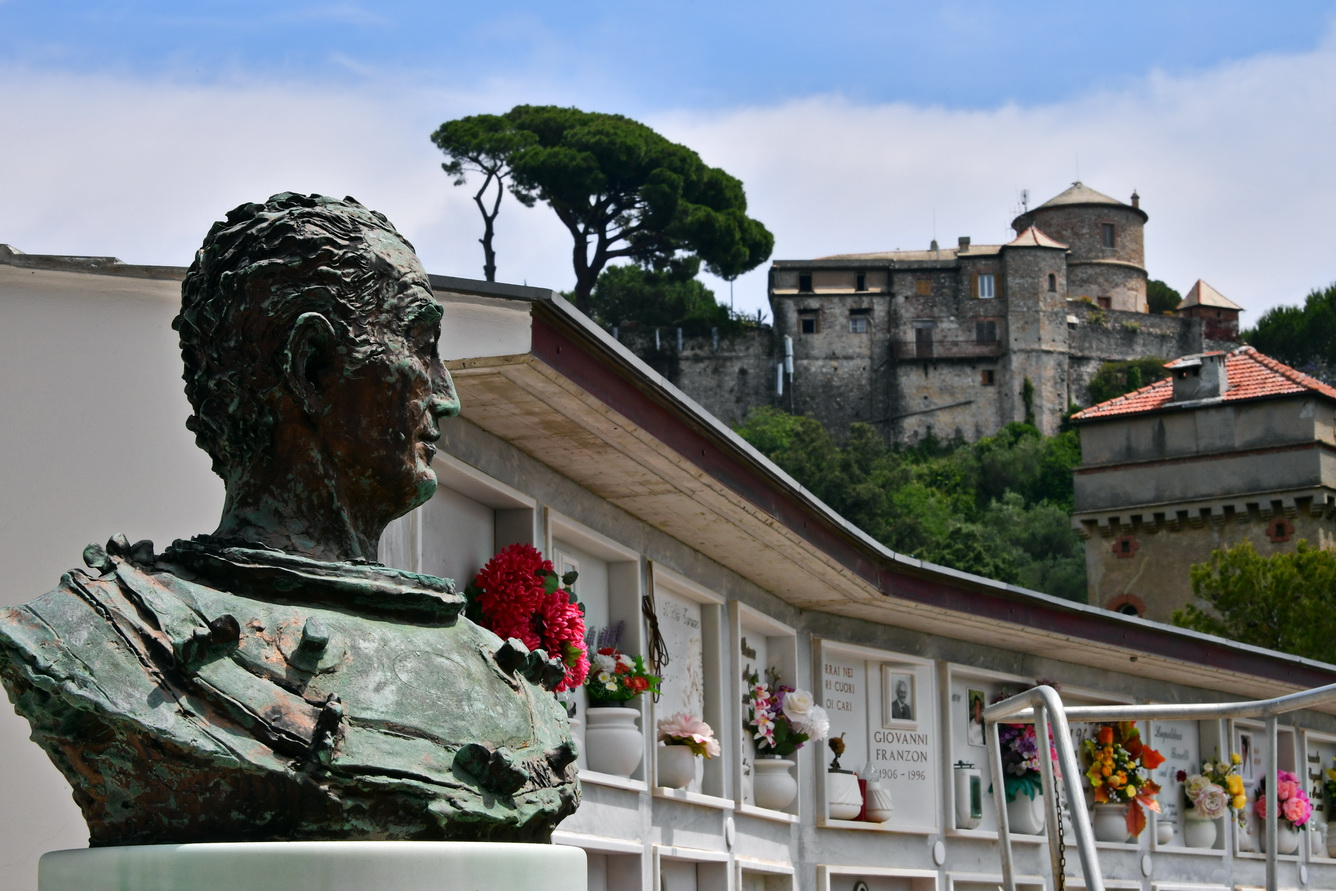
Le cimetière et le château Brown.
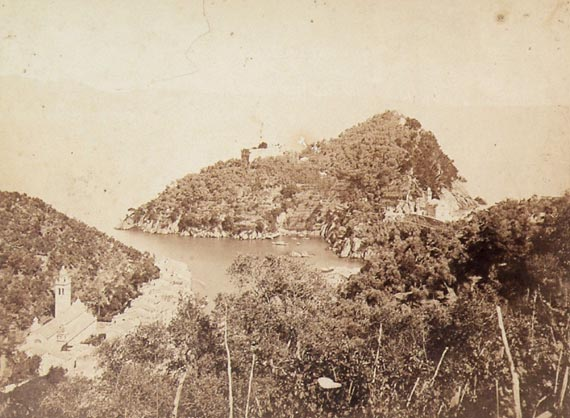
Vue panoramique par Alfred Noack (vers 1865).

## Économie
L'économie est entièrement tournée vers le tourisme depuis plus d'un siècle. Par ailleurs, au nom de la lutte contre le surtourisme, la municipalité a décidé d'interdire aux touristes de s'arrêter de marcher dans les zones où la concentration humaine est déjà très importante.
Le Belmond Hotel Splendido, hôtel 5 étoiles, est situé à Portofino.

## Personnalités

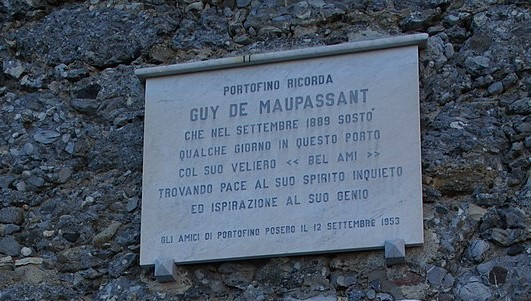
Plaque commémorative du séjour de Maupassant à Portofino.

À bord du « Bel-Ami II » Guy de Maupassant visite la côte italienne, la Sicile, navigue d'Alger à Tunis puis vers Kairouan. Il retrace son périple dans La Vie errante, où il décrit ainsi le site dans lequel il séjourne durant une semaine en septembre 1889 : 

« On découvre soudain une gorge où entre la mer, une gorge cachée, presque introuvable, pleine d’arbres, de sapins, d’oliviers, de châtaigniers. Un tout petit village, Porto-Fino, se développe en demi-lune autour de ce calme bassin. Nous traversons lentement le passage étroit qui relie à la grande mer ce ravissant port naturel, et nous pénétrons dans ce cirque de maisons couronné par un bois d’un vert puissant et frais, refletés l’un et l’autre dans le miroir d’eau tranquille et rond où semblent dormir quelques barques de pêche. »

Une plaque apposée sur le môle en 1953 par les amis de l'écrivain commémore le séjour de Maupassant à Portofino.
- Giuseppe Amisani, peintre italien, avait l'habitude de peindre l'été à Portofino, où il mourut en 1941
- en 1377, le pape Grégoire XI passa par le port de Portofino sur la route de Rome à Avignon, où il installa la papauté pour 68 ans.
- les papes Alexandre III (1162) et Adrien VI (1572)
- les souverains Richard Cœur de Lion (1190), Ferdinand le Catholique (1506) et Guillaume II d'Allemagne (1914)
- Lord Carnarvon, l'archéologue anglais qui découvrit, avec Howard Carter, la tombe de Toutânkhamon
- Friedrich Nietzsche
- Guglielmo Marconi
- Eva Braun, la maîtresse d'Adolf Hitler avait aussi l'habitude de passer ses vacances d'été à Portofino durant la Seconde Guerre mondiale.
- Leopoldo Pirelli (1925-2007), industriel
- le peintre australien John Peter Russell

## Cinéma
Un Portofino a été recréé aux États-Unis au Portofino Bay Resort par les Universal Studios d'Orlando, en Floride.
Joseph Leo Mankiewicz y tourne des scènes de La Comtesse aux pieds nus (1954), avec Ava Gardner et Humphrey Bogart.
La plus grande part de l'action du film L'Homme sans mémoire (L'uomo senza memoria) de Duccio Tessari se déroule à Portofino.
Le film Par-delà les nuages (Al di là delle nuvole) réalisé par Michelangelo Antonioni et Wim Wenders a été en partie tourné à Portofino (séquence avec Sophie Marceau).
Le film anglais Avril enchanté a été tourné au Château Brown vers de Portofino.
On voit apparaître Portofino dans Le Loup de Wall Street de Martin Scorsese, sorti en 2013, avec comme acteur principal Leonardo DiCaprio. Les vues du port ont cependant été intégrées numériquement avec le jeu des acteurs, qui ne se sont donc pas rendus sur place.
Ary Abittan incarne dans Les Visiteurs : La Révolution, le personnage fictif de Lorenzo Baldini, marquis de Portofino. On peut donc imaginer en raison des origines italiennes du personnage qu'il est originaire de cette localité qui se trouve alors à l'époque (fin du XVIIIe siècle) au sein de la république de Gênes.

## Automobile
En 2018, le constructeur automobile italien Ferrari sort un modèle au nom de la ville, la Ferrari Portofino.

## Moyens d’accès
- Par la route : Autoroute A12, à la sortie Rapallo prendre la route provinciale 227. Après la baie de Paraggi, commence la file de voitures pour Portofino. Il est préférable de se garer à Rapallo pour prendre le bus.
- Par le rail : ligne régionale Gênes - Sestri Levante - La Spezia, gare de Santa Margherita Ligure - Portofino.
- Par mer : en bateau avec départ fréquent depuis Rapallo avec escale à Santa Margherita Ligure.

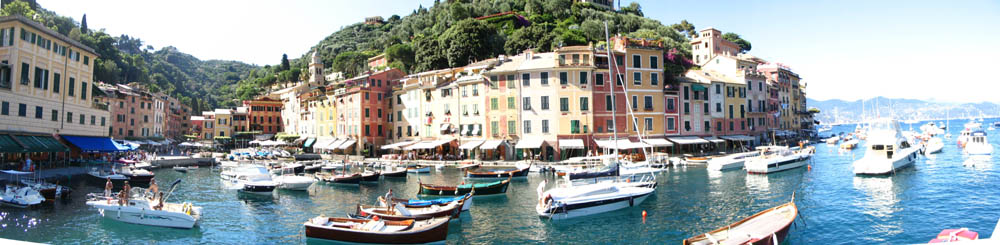
Vue sur le port.

## Promenade Amisani
Giuseppe Amisani est décédé sur le front de mer de Portofino, où il avait l’habitude de peindre. Le 7 décembre 1941, lendemain de sa mort, la ville de Portofino a installé une plaque commémorative sur le tronçon connu sous le nom de Promenade Amisani, après les embouchures de la ville et en suivant la route principale qui descend vers la mer. La plaque de marbre porte l’inscription :« Ici, la beauté du monde sourit une dernière fois au peintre Giuseppe Amisani ».

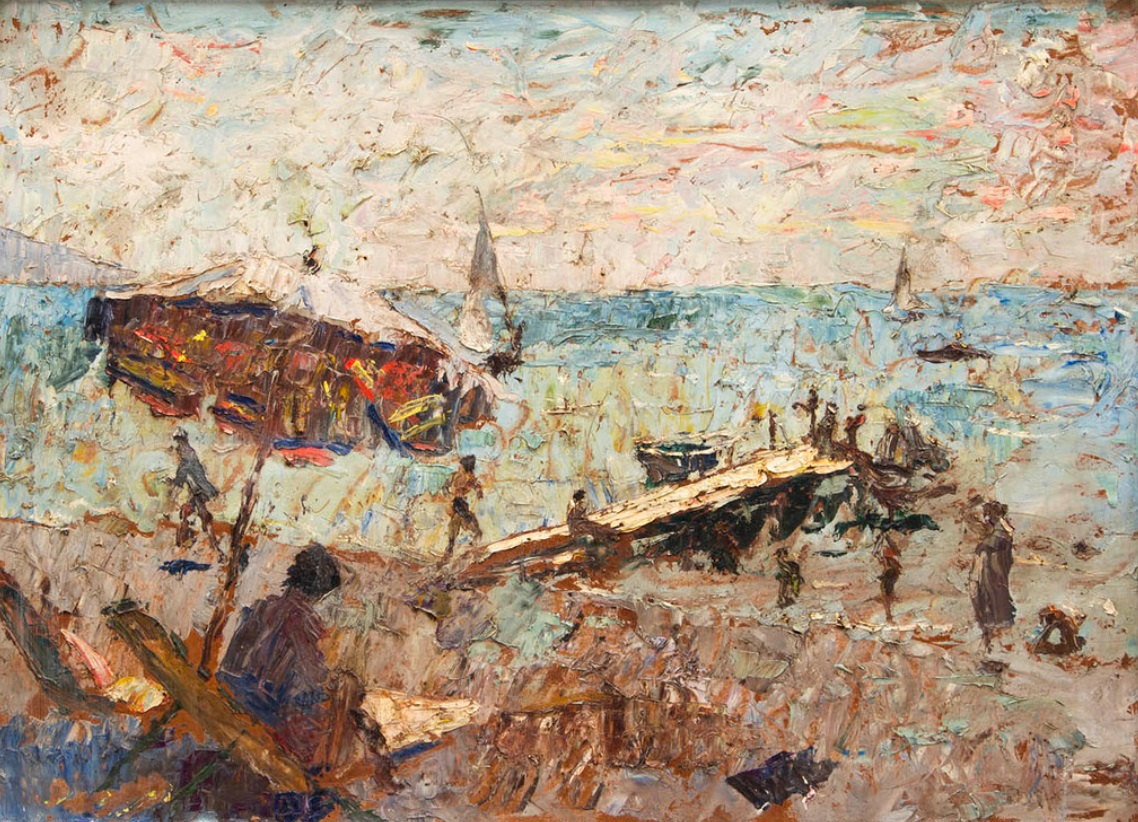
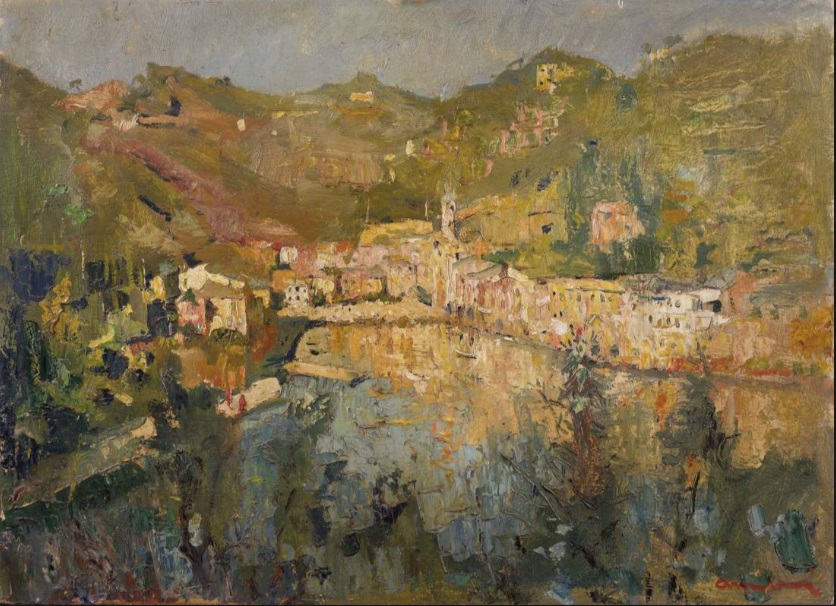
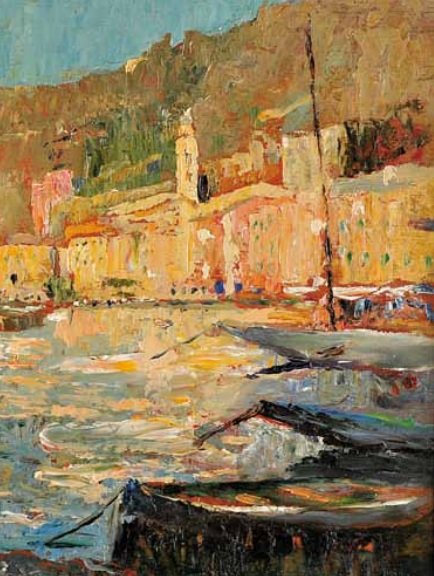
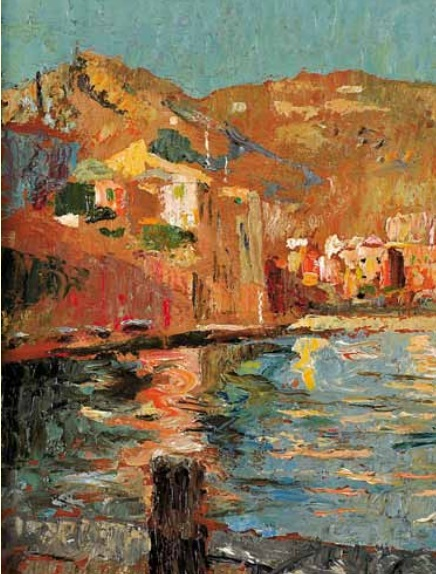
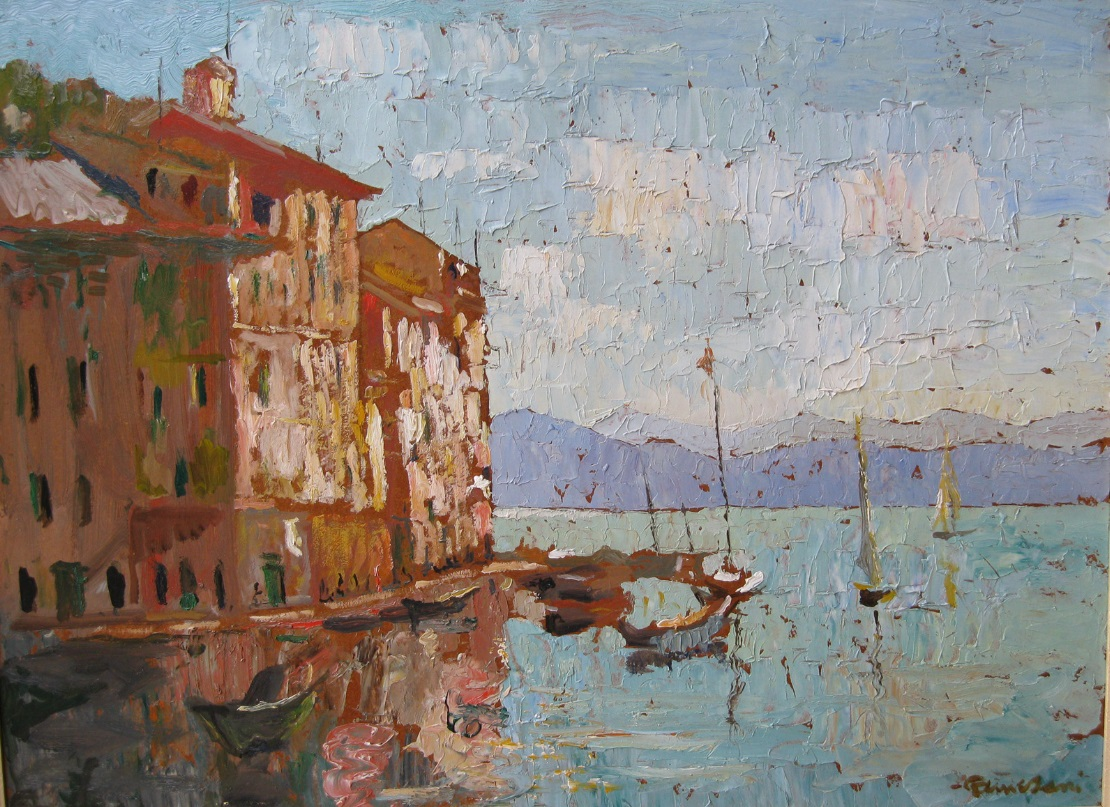
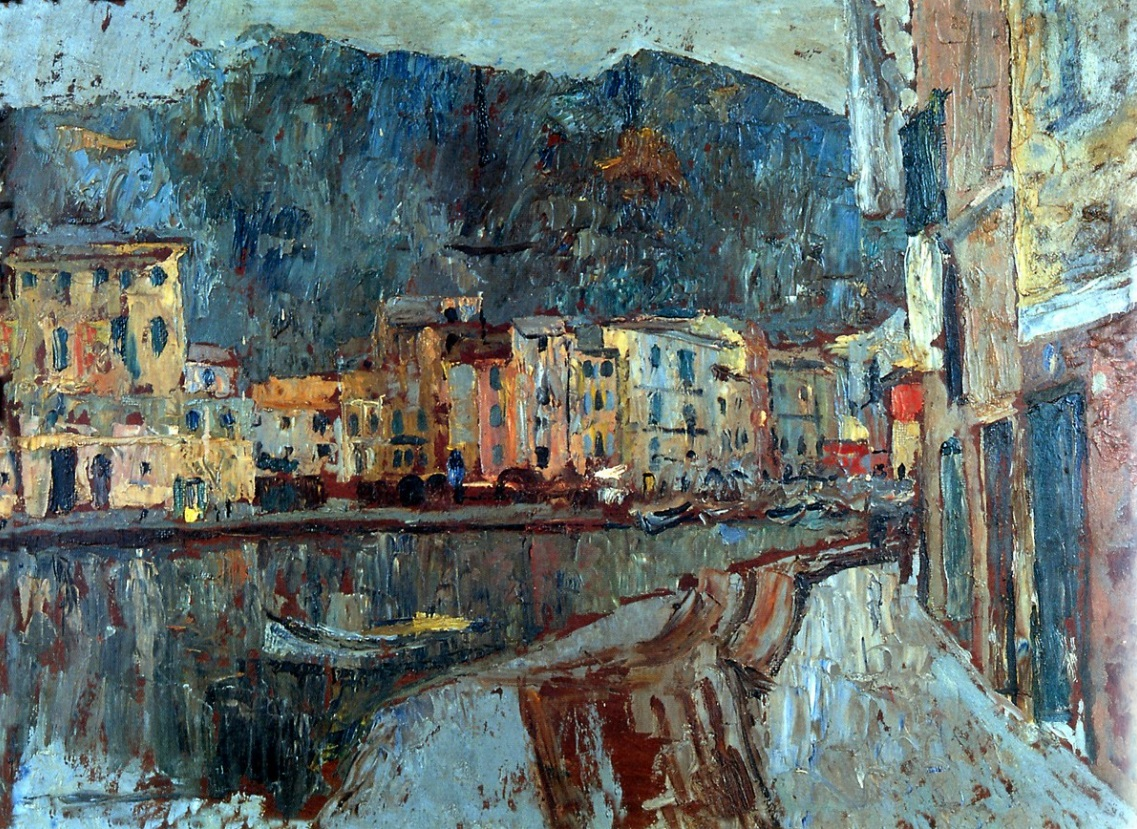
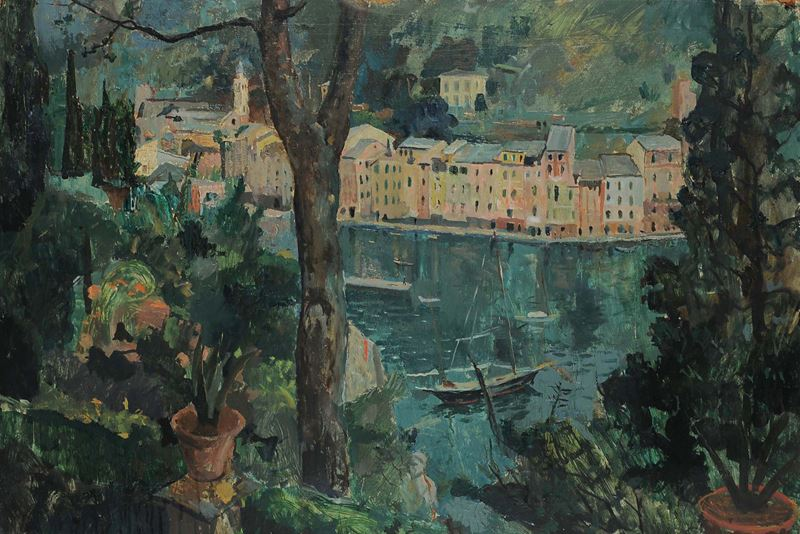
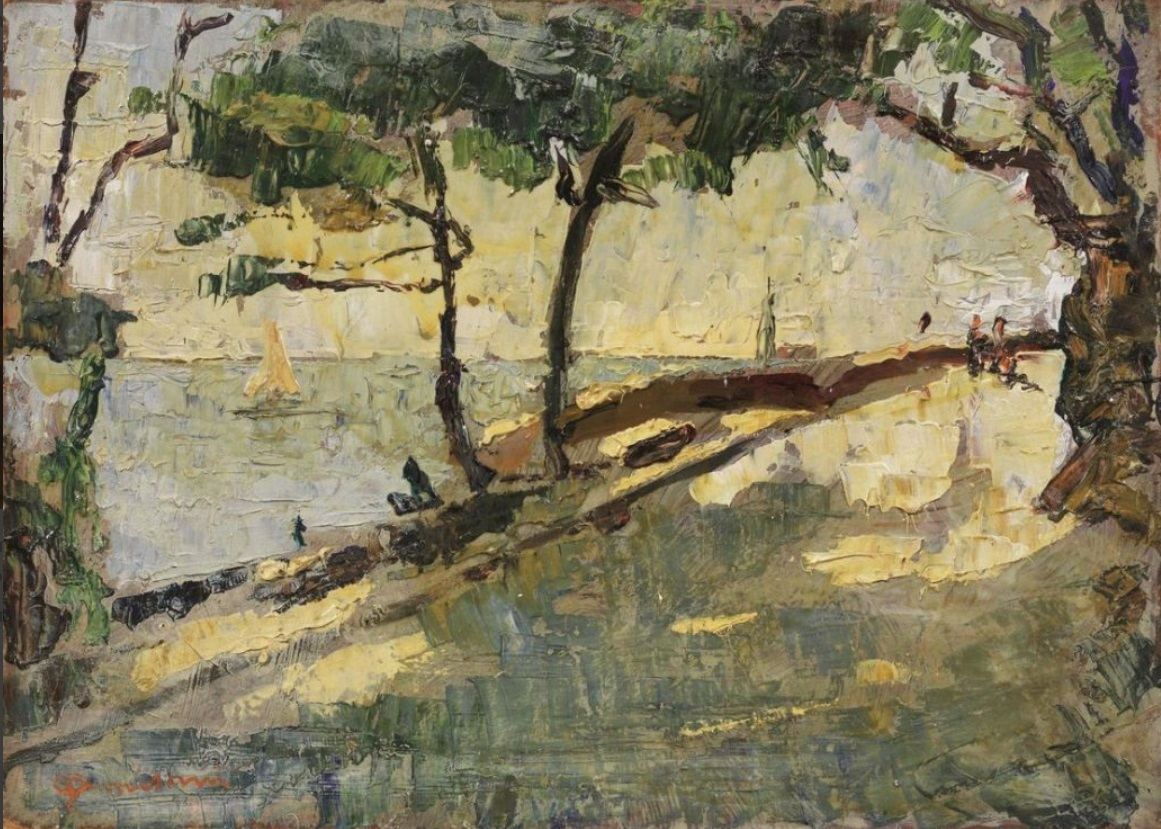
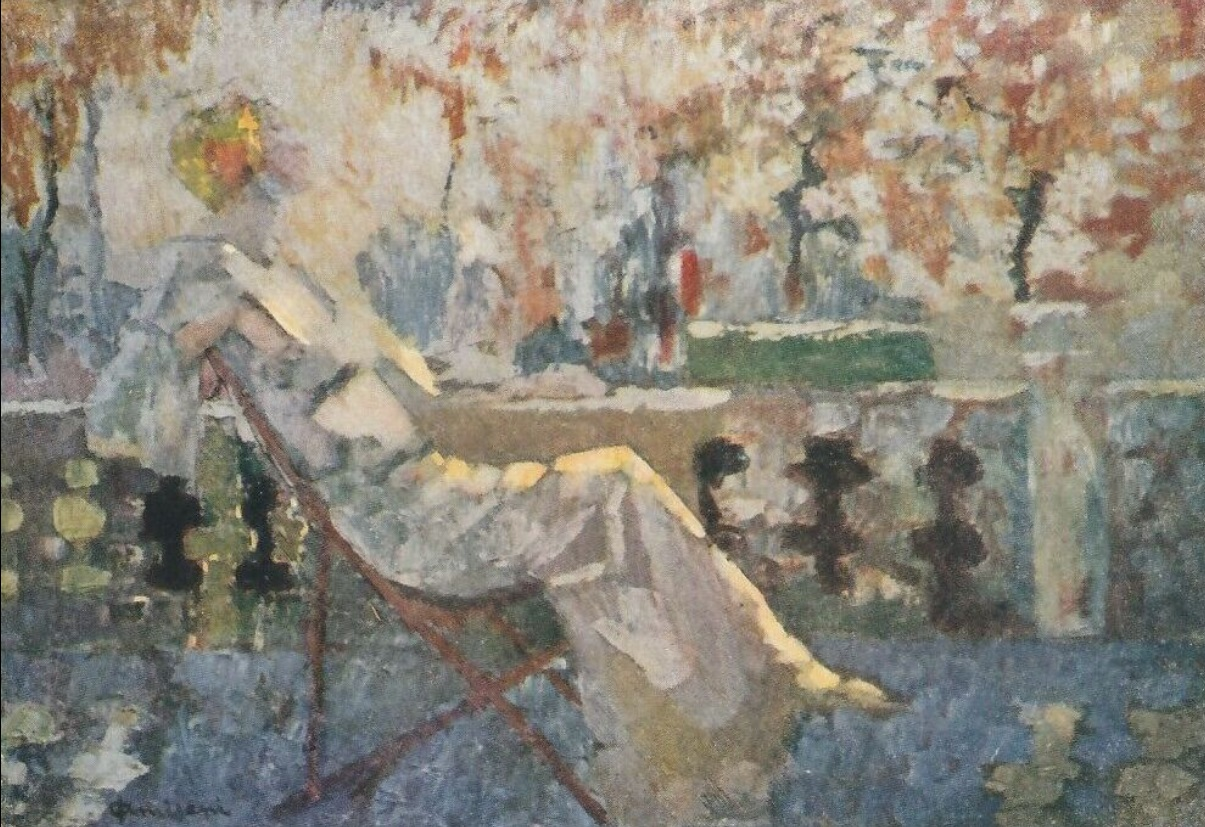

## Administration
| Période                                  | Période  | Identité       | Étiquette    | Qualité |
| ---------------------------------------- | -------- | -------------- | ------------ | ------- |
| 5 juin 2016                              | En cours | Viacava Matteo | Centre-droit |         |
| Les données manquantes sont à compléter. |          |                |              |         |

### Hameaux
San Sebastiano.

### Communes limitrophes
Camogli, Santa Margherita Ligure

### Évolution démographique
Habitants recensés

## Jumelages
- Palma de Majorque (Espagne)
- Kinsale (Irlande)
- Cassis (France)

## Galerie
| - Le port. - La piazzetta. - Le port en été. - Le port en 2012. |